# Хітар (заповідне урочище)
Хі́тар — заповідне урочище (лісове) місцевого значення в Україні. Розташоване в межах Сколівського району Львівської області, на схід від села Хітар. 
Площа 394 га. Статус надано згідно з рішенням Львівського облвиконкому № 34 від 01.02.1991 року. Перебуває у віданні ДП «Славський лісгосп» (Верхнячківське лісництво, кв. 6—8). 
Статус надано з метою збереження високопродуктивного насадження смереки, а також рідкісного виду земневодних — тритона карпатського, занесеного до Червоної книги України. Урочище розташоване в масиві Сколівські Бескиди. 